# Charles Grandmougin
Charles Grandmougin (17. ledna 1850 Vesoul – 28. dubna 1930 Neuilly-sur-Seine) byl francouzský právník, spisovatel, básník a dramatik.

## Životopis
Charles Grandmougin se narodil v rodině právníka Charlese Grandmougina (1800–1883) a Idalie Bizardové (1816). Jeho sourozenci byli: Charles Emile (1834–1890) a Jeanne Mouras (1846–1909). Byl dvakrát ženatý: poprvé roku 1886 s Claire Ourliac (1843) a podruhé roku 1914 s Mathilde Bielecki, se kterou měl dceru Jeanne (1916).
Vzdělání získal na Collège de Vesoul a pokračoval ve studiu práv. Když v roce 1870 vypukla francouzsko-pruská válka, dobrovolně narukoval a následně žil v Paříži, kde publikoval básně a hrál divadelní hry.
Dvě z jeho básní se objevily ve třetím a posledním díle Le Parnasse contemporain (1876). Jeho poezii zpracovali jako písně skladatelé Gabriel Fauré, Cécile Chaminadeová, Lili Boulangerová, Gabriel Pierné a Georges Bizet. Byl spíše známější jako libretista a překladatel oper, a oratorií. Napsal libreto k opeře Césara Francka Hulda, podle hry Kulhavá Hulda (1858) norského spisovatele Bjørnstjerne Bjørnsona. Napsal také libreto pro La Vierge, oratorium Julese Masseneta. Byl to Charles Grandmougin, kdo složil ódu na básníka Nicolase Gilberta při vztyčování jeho sochy ve Fontenoy-le-Château.

### Ocenění
- Archon-Desspérouses cena Francouzské akademie 1893
- Monbinne cena Francouzské akademie 1907
- Cena Francouzské akademie za poezii 1911

## Dílo
- Esquisse sur Richard Wagner (1873)
- Les Siestes, poésies (1874)
- Prométhée, drame antique (1878)
- Le Tasse, symphonie dramatique (1878)
- Nouvelles Poésies (1880)
- Souvenirs d’Anvers (1881)
- Orphée, drame antique en vers (1882)
- Caïn, drame biblique en vers
- Poèmes d’amour (1884)
- Yvonne, opéra-comique en trois actes, livret de Charles Grandmougin, musique d’Ernest Lefèvre-Dérodé, joué au Grand Théâtre de Reims, le 21 février 1885.
- Rimes de combat (1886)
- À pleines voiles, poésies (1888)
- L’Enfant Jésus, mystère en 5 parties et en vers
- Le Christ, drame sacré en vers, couronné par l’Académie française (1892)
- Mazeppa, opéra en cinq actes et six tableaux, livret de Charles Grandmougin et Georges Hartmann, musique de Clémence de Grandval, représenté au Grand Théâtre de Bordeaux, le 23 avril 1892.
- L’Empereur, drame épique en vers, en 13 tableaux (1893)
- Les Heures divines, poésies (1894)
- De la Terre aux Étoiles, poésies (1897)
- Visions chrétiennes, récits en vers (1899)
- Les pharaons, grand opéra en quatre actes et cinq tableaux, livret de Ferdinand Dugué et Charles Grandmougin, musique de Charles Grelinger, représenté au Grand Théâtre de Reims, le 7 décembre 1899
- Le Réveillon, drame en un acte, en vers
- La Vouivre, poème franc-comtois
- Les Serfs du Jura, drame en vers
- Aryénis, drame en vers
- La Chanson du village
- Medjour, roman surnaturel
- La Forêt mystérieuse, plaquette
- Le Naufrage de l’amour, poésie
- Contes d’aujourd’hui, en prose
- Terre de France, poésie
- Contes en prose
- La mort de Carthage, drame en vers (1907)
- Dernières Promenades (1910)

### V češtině
- Pokladna – úvod František Sekanina; přeložil Jaroslav Pšenička; in: 1000 nejkrásnějších novel... č. 58. Praha: J. R. Vilímek, 1914
- Farář Péquignot – př. Růžena Peyrová. Praha: Jaroslav Tožička, 1924